# Circunscripción electoral de La Palma

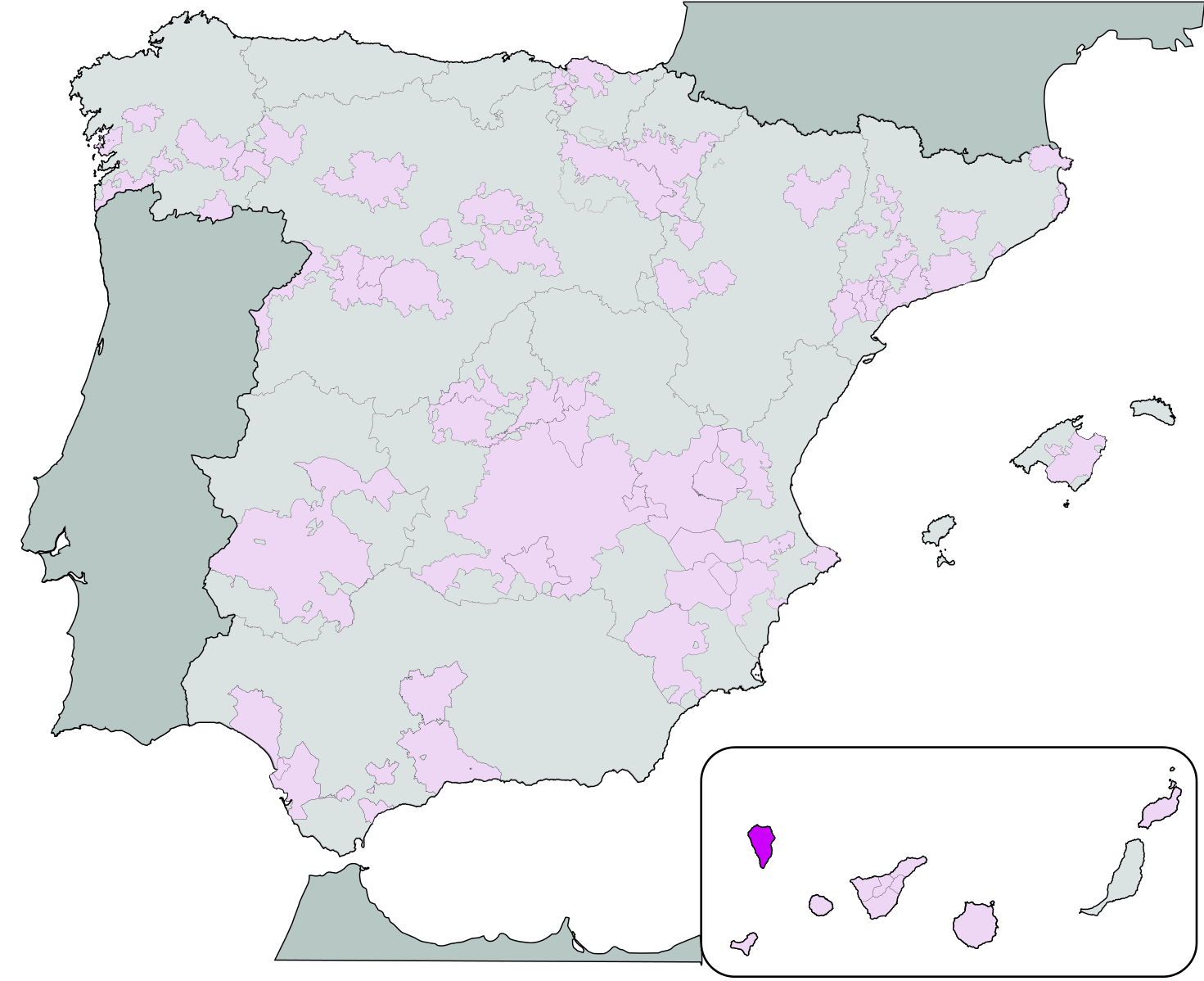
Circunscripción de La Palma
Cortes Generales* Senado: 1 senador (de 266)Parlamento de Canarias* 8 escaños (de 70)Cabildo Insular de La Palma* 21 escaños (de 21)

La Palma es una circunscripción electoral española, utilizada como distrito electoral para el Senado, que es la Cámara Alta del Parlamento español. Se corresponde con la isla de La Palma, que pertenece a Canarias, y elige 1 senador.
Asimismo, La Palma es una de las 8 circunscripciones del Parlamento de Canarias para el que elige 8 diputados, y constituye la circunscripción única para la elección de los 21 miembros del Cabildo Insular de La Palma.

## Ámbito de la circunscripción y sistema electoral
En virtud del artículo 69.3 de la Constitución Española de 1978 los límites de la circunscripción debe ser los mismos que los de la isla de La Palma. El voto es sobre la base de sufragio universal secreto. En virtud del artículo 12 de la constitución, la edad mínima para votar es de 18 años.
En el caso del Senado, el sistema electoral sigue el escrutinio mayoritario plurinominal. Se elige un senador, que se corresponde con el que más votos haya recibido.

## Cabildo Insular de La Palma

### Consejeros obtenidos por partido (1979-2023)
|                        | Partido Socialista Canario           | PSOE Canarias  | 4  | 6  | 6  | 7  | 9  | 7  | 5  | 6  | 6  | 8  | 7  | 5  |
|                        | Centro Canario Nacionalista          | CCN            |    |    |    |    | 8  | 10 | 11 | 0  | 9  | 0  | 8  | 11 |
|                        | Coalición Canaria                    | CCa            |    |    |    |    | 8  | 10 | 11 | 11 | 9  | 7  | 8  | 11 |
|                        | Partido Nacionalista Canario         | PNC            |    |    |    |    | 8  | 0  | 0  | 11 | 9  | 7  | 8  | 11 |
|                        | Partido Popular de Canarias          | PP de Canarias |    | 8  | 6  | 4  | 4  | 4  | 5  | 4  | 6  | 5  | 6  | 5  |
|                        | Partido Comunista de España          | PCE            | 2  | 3  |    |    |    |    |    |    |    |    |    |    |
|                        | Izquierda Unida Canaria              | IUC            |    |    | 2  | 2  | 0  | 0  | 0  | 0  | 0  | 0  | 0  | 0  |
|                        | Podemos Canarias                     | PODEMOS        |    |    |    |    |    |    |    |    |    | 1  | 0  | 0  |
| Partidos desaparecidos |                                      |                |    |    |    |    |    |    |    |    |    |    |    |    |
|                        | Unión de Centro Democrático          | UCD            | 15 |    |    |    |    |    |    |    |    |    |    |    |
|                        | Agrupación Palmera de Independientes | AGI            |    | 0  | 5  | 7  |    |    |    |    |    |    |    |    |
|                        | Centro Democrático y Social          | CDS            |    | 4  | 2  | 1  | 0  | 0  |    |    |    |    |    |    |
| Total                  | Total                                | Total          | 21 | 21 | 21 | 21 | 21 | 21 | 21 | 21 | 21 | 21 | 21 | 21 |

## Parlamento de Canarias

### Diputados obtenidos por partido (1983-2023)
|                        | Coalición Canaria                       | CCa            |   |   |   | 4 | 4 | 4 | 4 | 4 | 3 | 3 | 4 |
|                        | Partido Socialista Canario              | PSOE Canarias  | 3 | 2 | 3 | 2 | 2 | 2 | 3 | 2 | 2 | 3 | 2 |
|                        | Partido Popular de Canarias             | PP de Canarias | 3 | 2 | 1 | 2 | 2 | 2 | 1 | 2 | 3 | 2 | 2 |
|                        | Partido Comunista Canario               | PCC            | 1 |   |   |   |   |   |   |   |   |   |   |
| Partidos desaparecidos |                                         |                |   |   |   |   |   |   |   |   |   |   |   |
|                        | Agrupaciones Independientes de Canarias | AIC            |   | 2 | 3 |   |   |   |   |   |   |   |   |
|                        | Centro Democrático y Social             | CDS            | 1 | 1 |   |   |   |   |   |   |   |   |   |
| Total                  | Total                                   | Total          | 8 | 8 | 8 | 8 | 8 | 8 | 8 | 8 | 8 | 8 | 8 |

## Senado
Relación de senadores electos por la circunscripción:
| Legislatura   | Senador/a                         | Partido político |
| ------------- | --------------------------------- | ---------------- |
| Constituyente | Acenk Alejandro Galván González   | UCD              |
| I             | Acenk Alejandro Galván González   | UCD              |
| II            | Antonio Ángel Castro Córdobez     | UCD              |
| III           | José Ernesto Luis González Afonso | AP               |
| IV            | Manuel Marcos Pérez Hernández     | PSOE             |
| V             | Manuel Marcos Pérez Hernández     | PSOE             |
| VI            | Manuel Marcos Pérez Hernández     | PSOE             |
| VII           | José Luis Perestelo Rodríguez     | CC               |
| VIII          | José Luis Perestelo Rodríguez     | CC               |
| IX            | Anselmo Francisco Pestana Padrón  | PSOE             |
| X             | María Rosa de Haro Brito          | PP               |
| XI            | Mariano Hernández Zapata          | PP               |
| XII           | Mariano Hernández Zapata          | PP               |
| XIII          | Sergio Matos Castro               | PSOE             |
| XIV           | Borja Pérez Sicilia               | PP               |
| XV            | Kilian Sánchez San Juan           | PSOE             |